# Klenie Bimolt
Klenie Bimolt (n. 8 iunie 1945, Assen, Drenthe, Țările de Jos) este o înotătoare ce a reprezentat Regatul Țărilor de Jos, medaliată olimpică. A participat la 2 ediții ale Jocurilor Olimpice (1964, 1968) în care a câștigat o medalie de argint.